# Nadzieja Małasaj
Nadzieja Mikałajeuna Małasaj (biał. Надзея Мікалаеўна Маласай; ros. Надежда Николаевна Молосай, Nadieżda Nikołajewna Mołosaj; ur. 14 grudnia 1990 w Borysowie) – białoruska siatkarka, reprezentantka kraju, grająca na pozycji środkowej. Od sezonu 2017/2018 występuje w drużynie Minczanka Mińsk.

## Sukcesy klubowe
Mistrzostwo Białorusi:
- 2008, 2009, 2011, 2012, 2018
- 2013
- 2010

Puchar Grecji:
- 2016, 2017

Mistrzostwo Grecji:
- 2016, 2017

Puchar Challenge:
- 2017

Puchar CEV:
- 2018